# Сеитово (Омская область)
Сеитово (тат. Кучавыл) — деревня в Тарском районе Омской области России. Входит в состав Самсоновского сельского поселения.

## История
Основана в 1576 г. В 1928 г. состояла из 109 хозяйств, основное население — татары. В составе Сибиляковского сельсовета Знаменского района Тарского округа Сибирского края.

## Население
| 1926 | 2002 | 2010 |
| ---- | ---- | ---- |
| 450  | ↘225 | ↘208 |